# エステバン・ウィリアン・アウメイダ・ジ・オリベイラ・ゴンサウベス
エステバン・ウィリアン・アウメイダ・ジ・オリベイラ・ゴンサウベス（Estêvão Willian Almeida de Oliveira Gonçalves, 2007年4月24日 - ）は、ブラジルのサンパウロ州フランカ出身のプロサッカー選手。プレミアリーグ・チェルシーFC所属。ポジションはフォワード。ブラジル代表。

## 経歴

### クルゼイロ
2017年よりクルゼイロECのユースチームでプレーした。2018年にはロドリゴやネイマールを上回りブラジル人サッカー選手史上最年少となる10歳でナイキと契約した。

### パルメイラス
2021年5月6日にSEパルメイラスのユースアカデミーと契約。2022年はエースとして活躍し、様々なU-17のカップ戦でチームを優勝に導いた。
2023年12月7日、パルメイラスのトップチームの試合に途中出場してプロデビューを果たした。
2024年4月11日、コパ・リベルタドーレス2024グループF第2節のリベルプールFC戦でスタメン出場。66分に左サイドからのセンタリングを頭で合わせ、トップチーム初ゴールを挙げた。試合後にクラブ公式Xで「神様のおかげで初ゴールが決められた。これから決める多くのゴールの第一歩という形になればいいよね。感情があふれ、泣きそうになったよ。素晴らしいサポーターたちにも感謝したい。」と笑顔を浮かべながらゴールを振り返った。

### チェルシー
2024年6月22日、プレミアリーグのチェルシーFCへの加入が内定したことが発表された。チェルシーへの合流は2025年7月となる予定。
報道によると、契約は2033年までの大型契約に。移籍金は3,400万ユーロ（約58億1,000万円）プラスボーナスと伝えられている。

## 代表歴
2023年のFIFA U-17ワールドカップにブラジル代表で出場した。
2024年8月24日、A代表に初選出された。17歳135日と、ブラジル代表史上5番目の若さでのブラジルのA代表デビューとなった。（同1位はペレ、4位はエンドリッキである）

## 人物・エピソード
- リオネル・メッシへの憧れやプレースタイルが似ていることから、メッシーニョ（Messinho）の愛称で親しまれている[11]。

- ネイマールはウィリアンについて「彼は今日のブラジルサッカー界で、台頭してきている素晴らしい才能だ」としつつ「彼は天才になると思うよ」とコメントしていた[12]。

## タイトル

### クラブ
パルメイラス
- カンピオナート・ブラジレイロ・セリエA：1回（2023）
- カンピオナート・パウリスタ：1回（2024）